# Gayanitas
Se conoce como gayanitas (del latín Gaiānītæ) a los miembros de una rama de los eutiquianos que siguió la doctrina de Juliano de Halicarnaso, llamada aftartodocetismo. Su nombre procede de Gayano (también llamado Gayan o Gainas), elegido patriarca de Alejandría por el pueblo en oposición a Teodosio, en los tiempos de Justiniano I.
Gayano era discípulo de Juliano, mientras que Teodosio era seguidor de Severo de Antioquía. Los partidarios de Juliano negaban que Cristo quedase pasible por la unión hipostática, es decir, defendían que no había estado sujeto a las debilidades y flaquezas de la naturaleza humana, lo cual había sido refutado por Severo. Los julianistas fueron llamados incorruptícolas, mientras que los severianos recibieron el nombre de corruptícolas. Cuando el patriarca de Alejandría murió, cada partido eligió su propio patriarca, dando lugar al cisma entre gayanitas y teodosianos.
Aunque Gayano tenía el apoyo popular y el respaldo de los monjes, fue destituido el 22 de mayo de 537, ciento tres días después de su elección, por intervención de la emperatriz Teodora, quien ordenó su destierro a Cartago y luego a Cerdeña. No obstante, los gayanitas formaron un partido poderoso durante mucho tiempo. Tras la muerte del emperador Justianiano, había muchos gayanitas en Alejandría y comenzaron de nuevo a celebrar reuniones, eligiendo como obispo a su arcediano. El emperador Justino que abogaba por la unión de los cismáticos de la Iglesia no mostró la misma tolerancia con los incorruptibles, de modo que mandó prender al obispo y lo desterró. Sin embargo, los gayanitas se mantuvieron en cisma por unos ciento setenta años.
Los patriarcas que sucedieron a Gayano fueron:[cita requerida]
- Elpidio (?-565)
- Doroteo (565-después de 580)
- Menas (634)
- Teodoro (c. 695). Luego de él el cisma entre los anticalcedonianos finalizó.